# Virus de l'encéphalite japonaise
Orthoflavivirus japonicum
Cet article concerne le virus. Pour la maladie provoquée par ce virus, voir Encéphalite japonaise.
Espèce
Le virus de l'encéphalite japonaise, nom scientifique Orthoflavivirus japonicum, est un virus à ARN monocaténaire de polarité positive (groupe IV de la classification Baltimore) appartenant au genre Orthoflavivirus, de la famille des Flaviviridae. Apparenté au virus du Nil occidental et au virus de l'encéphalite de Saint-Louis, il s'agit d'un arbovirus transmis par des moustiques, particulièrement ceux du genre Culex. Chez l'homme, il provoque l'encéphalite japonaise.
Ce virus enveloppé est formé d'une capside à l'intérieur de laquelle se trouve l'ARN viral. Cette capside est recouverte d'une enveloppe virale comprenant des protéines qui jouent le rôle d'antigènes. Cette enveloppe permet au virus de pénétrer dans la cellule hôte. Le génome de ce virus, long d'environ 11 kilobases, code une longue polyprotéine clivée en trois protéines structurelles, notées C, prM et E, et sept  protéines non structurelles, notées NS1, NS2a, NS2b, NS3, N4a, NS4b et NS5. NS1 est produite sous une forme sécrétée également. NS3 serait une hélicase. NS5 est l'ARN polymérase ARN-dépendante. Ce virus infecte le lumen du réticulum endoplasmique,, dans lequel de grandes quantités de protéines virales s'accumulent rapidement.